# Zoltán Mechlovits
Zoltán Mechlovits (né en 1891, mort le 25 mars 1951) est un pongiste hongrois. Il a été le deuxième champion du monde de ce sport, en remportant le titre en 1928 à Stockholm. Il a remporté le titre mondial par équipes en 1926, 1928, 1929, 1930 et 1931, ainsi que le titre en double mixte en 1926 et 1928. Il a été demi-finaliste en double messieurs avec Roland Jacobi qui était aussi son coéquipier en équipe de Hongrie. Il jouait en prise « porte plume ».